# ألكسي رومانوف
ألكسي نيكولايفيتش رومانوف (الروسية: Алексей Николаевич) (و. 1904 – 1918 م) آخر قيصر روسي (وريث ظاهر). أصغر طفل والابن الوحيد للقيصر نيقولا الثاني والملكة ألكسندرا فيودوروفنا. ولِد مصابًا بالهيموفيليا، وقد حاول والداه علاجه باستخدام أساليب غريغوري راسبوتين، المعالج الروحي والشعبي.
بعد ثورة فبراير 1917، أُرسل آل رومانوف إلى المنفى الداخلي في توبولسك، سيبيريا. بعد ثورة أكتوبر، كان من المقرر محاكمة الأسرة في البداية في محكمة قانونية، قبل أن يؤدي تكثيف الحرب الأهلية الروسية إلى جعل الإعدام أكثر ملاءمة في نظر الحكومة السوفيتية. مع اقتراب جنود الجيش الأبيض بسرعة، أمر السوفييت الإقليمي في الأورال بإعدام ألكسي وبقية أفراد عائلته وأربعة من أتباعه المتبقين في 17 يوليو 1918. استمرت الشائعات لعقود من الزمان بأن ألكسي نجا من إعدامه، حيث ادعى العديد من المحتالين هويته. في نهاية المطاف، اكتشِف رفات ألكسي، إلى جانب رفات أخته ماريا (أو أنستازيا)، في قبر ثانوي بالقرب من بقية أفراد عائلة رومانوف في عام 2007. في 17 يوليو 1998، في الذكرى الثمانين لإعدامهم، دُفن والدا ألكسي وثلاث من أخواته وأربعة من الخدم رسميًا في كاتدرائية القديسين بطرس وبولس، بينما ظلت عظام ألكسي وماريا (أو أنستازيا) في أرشيفات الدولة الروسية. أعلنت الكنيسة الأرثوذكسية الروسية عائلة رومانوف قديسة باعتبارها حاملة للآلام في عام 2000.
يُعرف ألكسي أحيانًا بين أنصار الشرعية الروس بلقب ألكسي الثاني نسبة إلى سلفه ألكسي ميخايلوفيتش (ألكسيس الأول)، وذلك لأنهم، حتى وفاته، لم يعترفوا بتنازل والده القيصر نيكولاي الثاني عن العرش لصالح عمه الدوق الأكبر ميخائيل بأنه قانوني.

## المظهر والشخصية
كان ألكسي صبيًا وسيمًا، يشبه والدته بشكل مذهل. ووصفه معلمه بيير غيليارد البالغ من العمر 18 شهرًا بأنه «أحد أجمل الأطفال الذين يمكن تخيلهم، بشعره الأشقر المجعد وعيناه الزرقاوان الرماديتان الكبيرتان ورموشه الطويلة الملتفة». بعد بضع سنوات، وصف غيليارد ألكسي بأنه طويل القامة بالنسبة لسنه، وذو «وجه طويل ودقيق، وملامح دقيقة، وشعر بني محمر مع لمعة نحاسية، وعينان رماديتان كبيرتان زرقاوات مثل والدته». قالت البارونة صوفي بوكسهوفيدن، وصيفة والدته، إنه «كان طفلًا جميلًا، طويل القامة بالنسبة لسنه، بملامح منتظمة، وعينين زرقاوين غامقتين رائعتين مع شرارة من الشقاوة فيهما، وشعر بني، وقوام منتصب».
كان ألكسي فخورًا ومستمتعًا بمنصبه بصفته وليًا للعهد. ذكرت بوكسهوفيدن أنه «كان يعرف ويشعر بأنه أمير، ومنذ طفولته كان يأخذ مكانه آليًا أمام أخواته الأكبر سنًا». أحب أن يقبله الضباط على يده ولم يتردد في التفاخر بذلك وإظهار مكانته أمام شقيقاته. استمتع بالقفز أمام الحراس في مقدمة قصر ألكسندر، الذين كانوا يحيونه فور مروره. منع نيقولا الحراس من تحية ألكسي ما لم يكن برفقته عضو آخر من أفراد الأسرة. شعر ألكسي بالإحراج عندما لم تُقدم له التحية، وكان ذلك أول درس له في الانضباط. وفي إحدى المرات، أمر جميع الضباط الفنلنديين على متن سفن مختلفة بالوقوف أمامه على سطح السفينة ستاندارت. بدأ في إصدار الأوامر لهم، لكن الضباط الفنلنديين لم يفهموا اللغة الروسية ووقفوا في حيرة حتى أبلغهم أحد مساعديهم أن ألكسي يريد أن يسمعهم يقولون: «نتمنى لك الصحة، يا صاحب السمو الإمبراطوري». عندما قيل له إن مجموعة من الضباط قد وصلوا لزيارته، قال ألكسي البالغ من العمر ست سنوات لأخواته: «الآن يا فتيات، ابتعدن عني. أنا مشغول. لقد اتصل بي أحدهم للتو لرؤيتي في مهمة عمل». في السادسة أيضًا، دخل إلى مكتب والده ورأى وزير الخارجية ألكسندر إيزفولسكي ينتظر لمقابلة نيقولا. ظل إيزفولسكي جالسًا، وصاح ألكسي: «عندما يدخل وريث العرش الروسي إلى الغرفة، يجب على الناس أن ينهضوا!».
أحب ألكسي حضور تفتيش الجيش برفقة والده القيصر. عندما كان في الثالثة من عمره، ارتدى زيًّا عسكريًّا مصغرًا وحمل بندقية خشبية للعب. منذ ولادته، حصل على لقب «هتمان القوزاق»، وهو لقب تقليدي للقادة العسكريين. ارتدى ألكسي زيًّا بحريًّا صغيرًا للبحرية الروسية، كما كان لديه زيٌّ خاص للقوزاق مع قبعة من الفرو، وأحذية، وخنجرًا. اختتم ألكسي صلواته اليومية «بهوراه!» بدلًا من «آمين». عندما سُئل عن السبب، أجاب بأن الجنود في الاستعراضات كانوا يهتفون «هوراه!» عندما ينهي والده حديثه، لذا شعر أنه يجب أن يحيي «والده السماوي» بالطريقة نفسها. قبل أن يدرك طبيعة مرضه (الهيموفيليا)، حلم بأن يصبح «قيصرًا محاربًا» يقود الجيوش كما فعل أسلافه. لقد كان شغوفًا بروح العسكرية والقوة، وكان هذا الحلم يعكس طموحه الطفولي الذي تأثر بمحيطه الإمبراطوري.
استاء ألكسي من منعه من القيام بما يمكن للأولاد الآخرين القيام به بسبب إصابته بالهيموفيليا. عندما منعته والدته من ركوب الدراجة ولعب التنس، سأل بغضب: «لماذا يستطيع الأولاد الآخرون الحصول على كل شيء ولا أحصل أنا على أي شيء؟» كانت أخواته الأربع فارسات ماهرات، لكنه مُنع من ركوب الخيل.
كان لدى ألكسي عدد قليل من الأصدقاء في مثل عمره وشعر بالوحدة في كثير من الأحيان. لم تسمح ألكسندرا لألكسي باللعب مع أبناء عمومته من آل رومانوف لأنها كانت قلقة من أنهم قد يسقطونه أرضًا أثناء اللعب وقد ينزف. كان رفاق ألكسي هم ابنا مربيه البحري ديريفينكو الصغيران. راقبهم ديريفينكو أثناء اللعب، ووبخ أطفاله إذا لعبوا بعنف شديد مع ألكسي.
كان ألكسي قريبًا من شقيقاته. كتب غيليارد أنهن «أدخلن إلى حياته عنصرًا من المرح الشبابي الذي كان من الممكن أن يفتقده بشدة لولا ذلك».
على الرغم من إصابته بالهيموفيليا، كان ألكسي مغامرًا ومضطربًا. وقد لاحظ أطفال الدكتور يوجين بوتكين عدم قدرة ألكسي على «البقاء في أي مكان أو ممارسة أي لعبة لأي فترة من الوقت». عندما كان في السابعة من عمره، سرق دراجة وركبها حول القصر. عندما علم والده نيكولاي بالأمر، شعر بالصدمة وأمر جميع الحراس بملاحقة ألكسي والإمساك به. في حفل للأطفال، بدأ ألكسي يقفز من طاولة إلى أخرى. وعندما حاول ديريفينكو إيقافه، صاح ألكسي، «يجب على جميع الكبار الرحيل!». إدراكًا لطبيعة ألكسي النشطة، أمر نيقولا بالسماح لألكسي «بفعل كل ما اعتاد الأطفال الآخرون في سنه القيام به، وعدم تقييده إلا إذا كان ذلك ضروريًا للغاية».
كان ألكسي عاصيًا ويصعب السيطرة عليه. لم تتمكن أولغا من التعامل مع «مزاج ألكسي الغاضب». كان والده هو الشخص الوحيد الذي يطيعه. لاحظ سيدني غيبس أن «كلمة واحدة (من نيقولا) كانت كافية دائمًا لفرض الطاعة الضمنية على (ألكسي)». وتذكر بوكسهوفيدن أن ألكسي ألقى ذات مرة بمظلتها في النهر، ووبخ نيقولا ألكسي: «هذه ليست الطريقة التي يتصرف بها رجل نبيل مع سيدة. أنا أشعر بالخجل منك، ألكسي». وبعد أن وبخه والده، «احمر وجه ألكسي» واعتذر لصوفي.
استمتع ألكسي بالعزف على البالاليكا.
كان الحيوان الأليف المفضل لدى ألكسي هو كلب سبانيل اسمه جوي. أعطى نيقولا ألكسي حمارًا عجوزًا يُدعى فانكا. أعطى ألكسي مكعبات سكر لفانكا، وسحبت فانكا ألكسي في أنحاء الحديقة في مزلجة خلال فصل الشتاء.
وفقًا لبيير غيليارد، كان أليكسي طفلًا بسيطًا ومحبوبًا، لكن الحياة في البلاط الإمبراطوري أفسدته بسبب «الإطراءات المبالغ فيها» من الخدم و«التملق السخيف» من الأشخاص المحيطين به. ذات مرة، جاءت وفود من الفلاحين لتقديم هدايا لألكسي. طلب ديريفينكو منهم أن ينحنوا أمام ألكسي. شعر ألكسي بالإحراج واحمر وجهه بشدة. وعندما سُئل إذا كان يحب رؤية الناس ينحنون أمامه، أجاب: «أوه لا، لكن ديريفينكو يقول إنه يجب أن يكون الأمر كذلك!». عندما شجعه غيليارد على أن يطلب من ديريفينكو التوقف عن فرض هذا السلوك، قال ألكسي: «لا أجرؤ على ذلك». عندما تحدث غيليارد مع ديريفينكو بشأن هذا الأمر، أوضح الأخير أن ألكسي كان «سعيدًا بالتخلص من هذا البروتوكول المزعج».

## روابط خارجية
- ألكسي رومانوف على موقع الموسوعة البريطانية (الإنجليزية)